# 今中武義
今中 武義（いまなか たけよし、1886年（明治19年）2月7日 - 1979年（昭和54年）6月21日）は、大日本帝国陸軍軍人。最終階級は陸軍少将。

## 経歴
1886年（明治19年）に広島県で生まれた。陸軍士官学校第18期卒業。1933年（昭和8年）8月に陸地測量部地形科長に就任し、1934年（昭和9年）3月1日に陸軍工兵大佐に進級、4月16日に関東軍測量隊長に就任した。1935年（昭和10年）8月に陸軍工兵学校教導隊長に転じ、1936年（昭和11年）8月に工兵第16連隊長（第1軍・第16師団）に就任。日中戦争では華北に出動し、保定会戦などに参加した。
1938年（昭和13年）3月1日に陸軍少将に進級し、津軽要塞司令官に着任。1939年（昭和14年）3月9日に待命、3月22日に予備役に編入された。
1947年（昭和22年）11月28日、公職追放仮指定を受けた。

## 栄典
勲章等
- 1940年（昭和15年）8月15日 - 紀元二千六百年祝典記念章[4]